# 瑞安 (愛荷華州)
瑞安（英語：Ryan）是一個位於美國愛荷華州特拉華縣的城市。

## 地理
瑞安的座標為42°21′02″N 91°28′59″W / 42.35056°N 91.48306°W，而該地的平均海拔高度為312米（即1024英尺）。

## 人口
根據2010年美國人口普查的數據，瑞安的面積為1.11平方千米，當中陸地面積為1.11平方千米，而水域面積為0.00平方千米。當地共有人口361人，而人口密度為每平方千米325人。